# Лене
Лене (њем. Löhne) град је у њемачкој савезној држави Северна Рајна-Вестфалија. Једно је од 9 општинских средишта округа Херфорд. Према процјени из 2010. у граду је живјело 40.708 становника. Посједује регионалну шифру (AGS) 5758024, NUTS (DEA43) и LOCODE (DE LHE) код.

## Географски и демографски подаци
Лене се налази у савезној држави Северна Рајна-Вестфалија у округу Херфорд. Град се налази на надморској висини од 48-177 метара. Површина општине износи 59,4 km². У самом граду је, према процјени из 2010. године, живјело 40.708 становника. Просјечна густина становништва износи 685 становника/km².

## Међународна сарадња
| Мјесто          | Држава    | Врста сарадње | Од    |
| --------------- | --------- | ------------- | ----- |
| Коламбус        | САД       | пријатељство  | 1993. |
| Кондега         | Никарагва | пријатељство  | 1993. |
| Шпитал на Драви | Аустрија  | партнерство   | 1973. |
| Извор           |           |               |       |